# Gill Sans
Gill Sans — це сімейство шрифтів класу гуманістичних гротесків, розроблене Еріком Гіллом після 1926 року, яке вперше з'явилося на світ в 1928.
В теперішній час поширюється разом з операційними системами iOS та macOS.

## Історія
У 1926 році Ерік Гілл намалював вивіску «Douglas Cleverdon» для свого друга що продавав і друкував книжки. Її у 1927 році помітив Стенлі Морісон з Monotype Corporation і попросив розробити на її основі шрифт.

## Зноски
1. 1 2  Kent, Oliver (17 січня 2018). Bristol home of Gill Sans typeface. The Stradling Collection. Процитовано 16 жовтня 2024.
2. ↑  Gill Sans MT font family - Typography. learn.microsoft.com (амер.). 30 березня 2022. Процитовано 16 жовтня 2024.
3. ↑  System Fonts - Fonts - Apple Developer. developer.apple.com. Процитовано 16 жовтня 2024.